# Montane
Die Montane ist ein Fluss in Frankreich, der im Département Corrèze in der Region Nouvelle-Aquitaine verläuft. Der Fluss wird dabei während seines Verlaufes unterschiedlich benannt: heißt er am Oberlauf noch Ruisseau de la Gane salée so wird er später zur Montane und in seinem Mündungsabschnitt schließlich zur Gimelle.
Sie entspringt im Gemeindegebiet von Saint-Yrieix-le-Déjalat, im Regionalen Naturpark Millevaches en Limousin, entwässert generell in südwestlicher Richtung und erreicht nach rund 39 Kilometern an der Gemeindegrenze von Tulle und Laguenne als rechter Nebenfluss die Saint-Bonnette, die ihrerseits etwa 500 Meter weiter in die Corrèze mündet.

## Orte am Fluss
- Vitrac-sur-Montane
- Eyrein
- Saint-Priest-de-Gimel
- Gimel-les-Cascades
- Tulle
- Laguenne

## Ökologie
Der Fluss und das Tal der Montane um Gimel-les-Cascades bilden ein ca. 615 ha großes Naturschutzgebiet und ist gemäß dem ZNIEFF-Siegel zertifiziert (Zone naturelle d’intérêt écologique, faunistique et floristique). Innerhalb dieses Gebietes befindet sich ein 130 ha großes Areal, das gemäß den Richtlinien von Natura 2000 geschützt ist. Zu diesem Naturraum gehört auch der in der Nähe gelegene Étang de Ruffaud, dessen Abfluss ein Zufluss der Montane ist, der ebenfalls nach ZNIEFF klassifiziert ist.

## Sehenswürdigkeiten
Die Wasserfälle von Gimel-les-Cascades, mit denen sich die Montane, in drei großen Sprüngen und einem kleinen über insgesamt 143 Meter zu Tale stürzt. Dieser Wasserfall ist seit 1912 als Naturdenkmal in Frankreich klassifiziert.

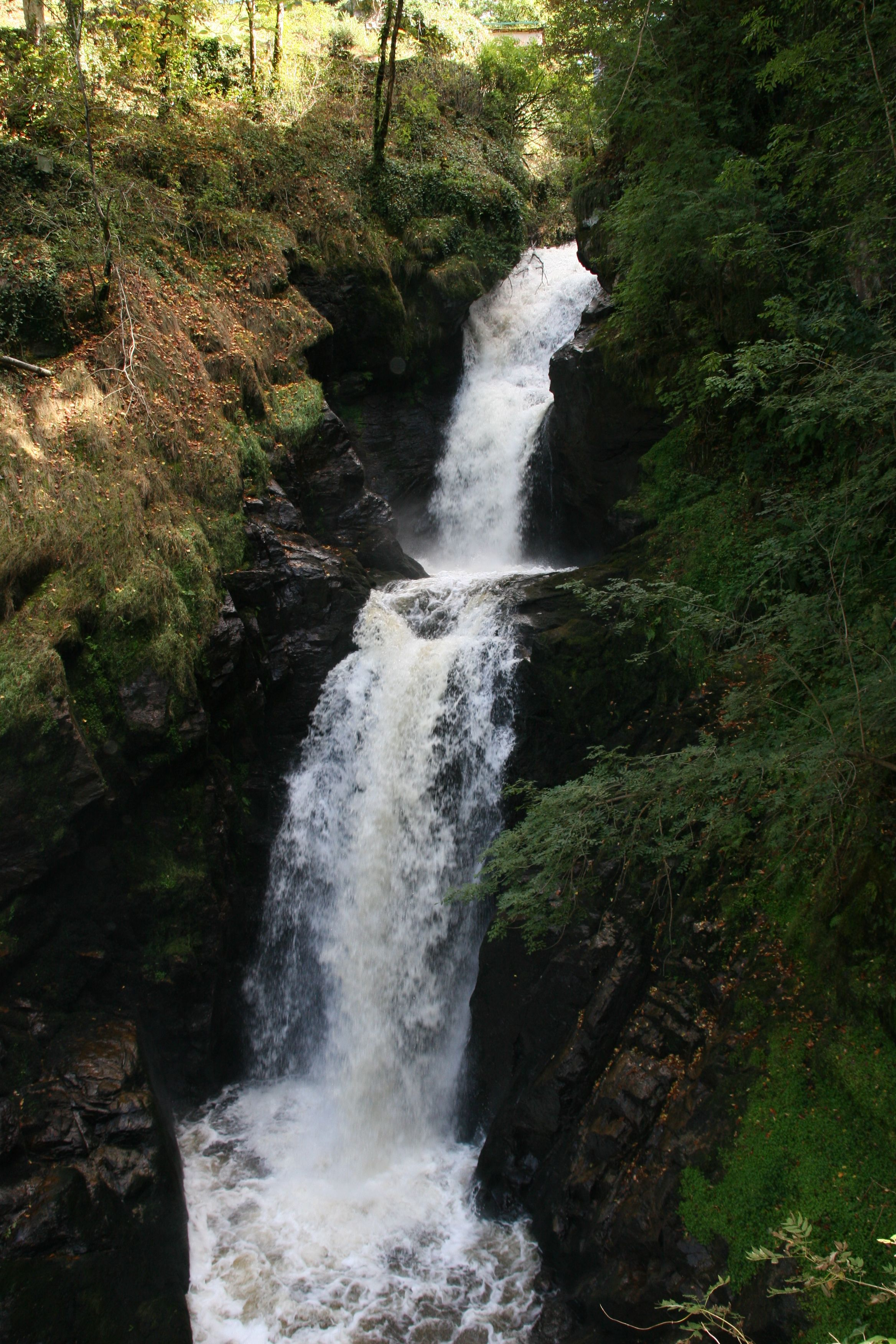
Wasserfall von Gimel: Der große Fall – Grand Saut (45 m)
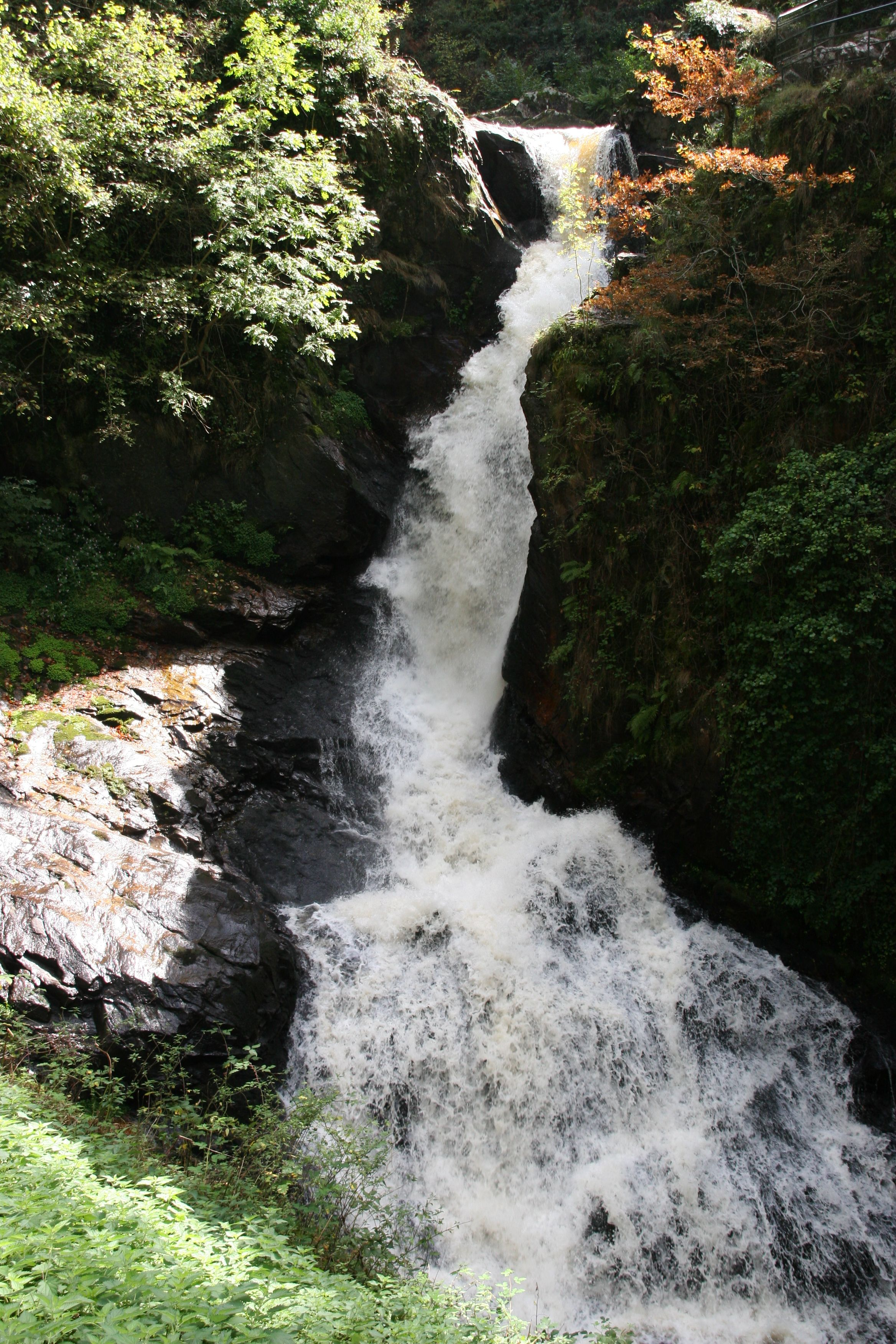
Wasserfall von Gimel: Zweiter Fall – La Redole (27 m)
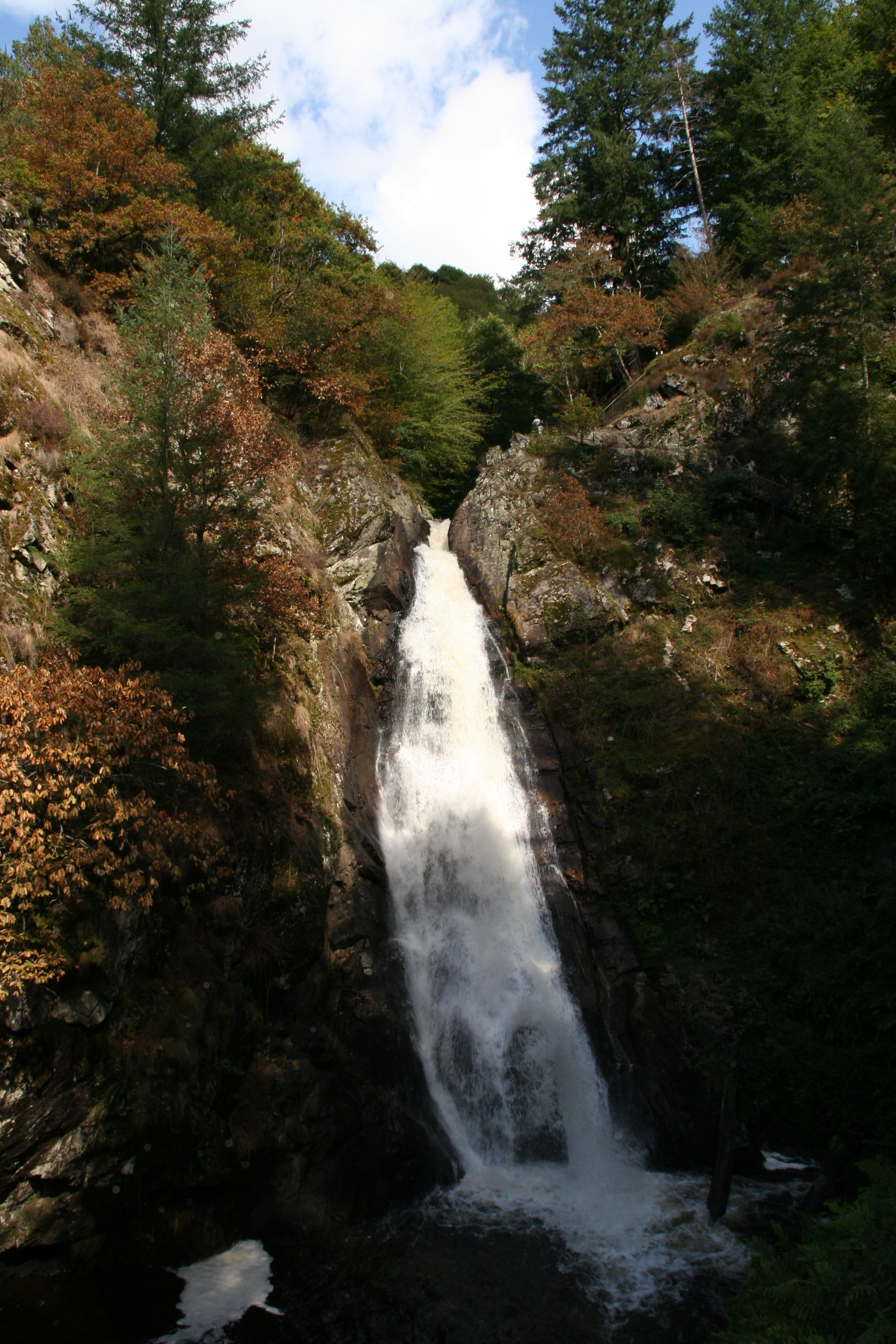
Wasserfall von Gimel: Dritter Fall – Queue de Cheval (60 m)